# 20D/Westphal
20D/Westphal este o cometă periodică de tip Halley din sistemul solar cu o perioadă orbitală de aproximativ 61,9 ani. A fost descoperită de Justus Georg Westphal (Göttingen, Germania) pe 24 iulie 1852.